# Elacatinus randalli
Elacatinus randalli är en fiskart som först beskrevs av Böhlke och Robins, 1968.  Elacatinus randalli ingår i släktet Elacatinus och familjen smörbultsfiskar. Inga underarter finns listade i Catalogue of Life.